# Oost-Cappel
Oost-Cappel – miejscowość i gmina we Francji, w regionie Hauts-de-France, w departamencie Nord.
Według danych na rok 1990 gminę zamieszkiwało 406 osób, a gęstość zaludnienia wynosiła 102 osób/km² (wśród 1549 gmin regionu Nord-Pas-de-Calais Oost-Cappel plasuje się na 849. miejscu pod względem liczby ludności, natomiast pod względem powierzchni na miejscu 764.).